# Easton (Wisconsin Adams megye, város)
Easton város az USA Wisconsin államában, Adams megyében. Lakosainak száma 1062 fő (2020. április 1.).

## Népesség
A település népességének változása:

| 2010 | 1 130 |
| 2020 | 1 062 |